# 白石バイパス
白石バイパス（しろいしバイパス）は、国道4号のうち宮城県白石市の大平地区から福岡地区までの区間をいう。

## 概要
- 起点：宮城県白石市大平中目
- 終点：宮城県白石市福岡深谷
- 全長：8.0km（うち新道建設5.9km、現道拡幅2.1km）
- 車線：4車線（一部2車線）

## 交差する道路
| 交差する道路             | 交差する場所         | 東京から (km) |
| ------------------------ | -------------------- | ------------- |
| 国道4号 福島・伊達方面   |                      |               |
| 県道24号白石丸森線       |                      |               |
| 国道113号                | 白石高架橋           |               |
| 県道254号南蔵王白石線    |                      |               |
| 国道457号                |                      |               |
| 県道12号白石上山線       | 白石市福岡           |               |
| E4 東北自動車道          | 白石インターチェンジ |               |
| 国道4号 仙台・大河原方面 |                      |               |

起点と終点以外は立体交差が基本である。

## 歴史
- 1970年（昭和45年）：白石バイパス事業着手

白石市街を迂回することによる交通渋滞の緩和に加え、東北自動車道白石インターチェンジへの接続が目的。白石市大平中目の分岐から白石市福岡蔵本の国道113号との立体交差までの第一工区 (3.0km)、立体交差から白石市福岡長袋の旧道合流までの第二工区 (2.9km)、合流地点から白石市福岡深谷の蔵王町境までの現道拡幅である第三工区 (2.1km) に分けて進められた。
- 1973年（昭和48年）11月：白石インターチェンジ関連部分4車線供用

東北自動車道白石IC - 仙台南IC間の部分開通に伴うもの。
- 1977年（昭和52年）9月：第一工区が2車線供用
- 1979年（昭和54年）9月：第二工区が2車線供用

これをもって白石バイパスの新道部分 (5.9km) が全通した。漸次4車線化の工事が進行中である。
- 1983年（昭和58年）3月：第三工区が4車線供用

## 特徴
白石市大平中目で旧道と分岐、大平森合のショッピングセンターまでは2車線。ロードサイドショップが並ぶ区間は4車線。東側には1995年（平成7年）5月に復元された白石城が見える。白石高架橋（147.6m、国道113号との立体交差）と新白石大橋（280.9m、白石川）の前後で再び2車線となっていたが、現在拡幅工事は終了し4車線である。また、新白石大橋の北側は県道254号南蔵王白石線に上がるループ状の立体交差がある。ここから1.8kmは白石バイパスと東北自動車道が併走しているためである。この立体交差の西側には2002年（平成14年）3月に公立刈田綜合病院が移転している。
以後終点まで4車線区間。国道457号の終点、旧道との合流、東北自動車道白石ICを経て蔵王町に至る。なお旧道は亘理町交差点（国道113号交点）以南は白石市に移管、以北は県道白石青根川崎線（現・県道白石上山線）の一部となっている。
現在4車線区間は、白石市大平森合の八幡町交差点（宮城県道24号白石丸森線の交点）から蔵王町宮の向山交差点（宮城県道25号岩沼蔵王線の交点）までで、この区間は全て最高速度60km/hで分離帯付きである。起点から八幡町交差点は白石バイパスで唯一2車線区間だが、現在のところ拡幅の予定はない。将来は大崎市の古川バイパスまで連続4車線以上の区間になる予定である。

- バイパス道路とは第一義的には迂回路を意味するが、宮城県内においては旧道と比べて線形改良と拡幅がなされ、より高規格な道路として開通した区間に対してもバイパスと呼ぶことがある。建設省（当時）の事業名としての白石バイパスは、単に国道4号の迂回路だけではなく、その北部に位置する東北自動車道白石インターチェンジへの接続道路としての現道拡幅部分を含んでいる。

## 宮地区の局部バイパス
白石バイパスに続く蔵王町宮地区にもバイパス区間がある。
1934年（昭和9年）の大凶作で困窮する住民救済のための土木事業として、白石市字南寺前から蔵王町宮までの区間は他の地区に先駆けて1941年（昭和16年）までに一次改築が済んでいたが、奥州街道に由来する宮の中心部に入り込んで直角に曲がる経路のため、バイパス道路が作られることとなった。
1974年（昭和49年）9月着工、1976年（昭和51年）3月2車線供用開始という急ピッチで工事は行われた。しかし4車線拡幅は遅れ、白石市との境から向山までの2.5kmを蔵王拡幅事業として着手したのは1999年（平成11年）。蔵王大橋 (285.4m) 上り線の完成に伴い2005年（平成17年）3月にようやく全区間4車線供用となった。
1994年（平成6年）9月、台風26号の影響により、蔵王大橋の橋脚が洗掘され橋が大きく傾いた為、約半年間通行止めとなった。交通量が多いうえに、近くに大型車が迂回できる道路は旧道しかなく、通行止めが解除されるまで激しい渋滞が続いた。

### 金ヶ瀬拡幅
宮地区の局部バイパス東口である向山交差点（宮城県道25号岩沼蔵王線との交点）から大河原町金ヶ瀬交差点（仙南運転免許センター入口の交点）までは2車線区間のままとなっていたが、2004年（平成16年）度に4車線化に向けた事業に着手し、2009年（平成21年）9月に事業化された。東北本線北白川駅の入口となる籠石交差点（宮城県道112号北白川停車場向山線との交点）から金ヶ瀬交差点（大河原工区）は2011年（平成23年）5月に金ヶ瀬交差点から約400m西側の区間が先行して4車線供用を皮切りに、2012年（平成24年）3月にはさらに西側の約600m区間、2013年（平成25年）3月には残り約1kmの区間の籠石交差点まで4車線で供用し、大河原工区の4車線化が完了した。籠石交差点から向山交差点（蔵王工区）は2016年（平成28年）4月17日に、籠石交差点から東北新幹線高架下付近の約0.8kmの区間が部分的に4車線で供用された。残りの向山交差点から東北新幹線高架下付近までの約0.8kmの区間は2018年（平成30年）11月18日に4車線化工事が完了し、全区間4車線化された。これにより、白石市から仙台市の国道4号唯一の2車線区間が解消され、渋滞緩和や交通事故の減少、安定した交通量の確保などが期待される。